# Terence Copley
Terence Copley (* 19. August 1946 in Sheffield in England; † 17. Januar 2011 in der Grafschaft Devon in England) war ein englischer Theologe, Hochschullehrer und Autor, der sich für die Religionserziehung an den Schulen und den Universitäten seines Landes einsetzte.

## Leben
Copley wuchs im Ostend von Sheffield in einem methodistischen Hause auf, war jedoch jahrzehntelang ein Quäker. Er schloss seine Studien an der University of Nottingham ab und war dann ab 1968 als Religionslehrer an öffentlichen Schulen und zuletzt als Schulleiter tätig. Diese Zeit wurde durch eine Tätigkeit an der University of York unterbrochen. Gleichzeitig war er als Autor von über zwanzig Büchern zum Religionsunterricht sowie von Artikeln in Zeitschriften und als Referent auf wissenschaftlichen Konferenzen tätig.
Copley ging 1997 als Professor für Religionserziehung bis zum Jahre 2007 an die University of Exeter. 2008 verlieh ihm der Erzbischof von Canterbury den Ehrendoktor, ein Lambeth Degree, als Doctor of Divinity (DD). Seit 2007 war der Theologe als Professor für Erziehungswissenschaften mit Schwerpunkt Religionserziehung an der Universität Oxford tätig.
Copley starb am 17. Januar 2011 und wurde zehn Tage später in Devon bestattet.

## Veröffentlichungen
- mit Donald Easton: What they Never Told You About Religious Education. S.C.M. Press, Norwich 1974, ISBN 0-334-01773-4.
- mit Donald Easton: A Bedside Book for RE (Religious Education) Teachers. S.C.M. Press, London 1975, ISBN 0-334-00094-7.
- Onward, Christian Parents!, Church House, London 1986, ISBN 0-7151-0435-7.
- R.E. being served? Successful Strategy and Tactics for the School R.E. Department. CIO, London 1985, ISBN 0-7151-9033-4.
- Doves in the Rat Race.: Christian Life-style Today. Epworth Press, London 1989, ISBN 0-7162-0458-4.
- About The Bible. S.C.M. Press, London 1990, ISBN 0-564-05725-8.
- mit Adam Brown: Skills Challenge: Game-based Activities for Developing and Assessing Skills in Religious Education. Religious and Moral Education Press, Norwich, England 1992, ISBN 0-900274-56-5.
  - Skills Challenge Two: ..... Religious and Moral Education Press, Norwich, England 1995, ISBN 1-85175-034-7
- Religious Education 7–11: Developing Primary Teaching Skills. Routledge, London 1994, ISBN 0-415-10125-5.
- The Missing Minister. Religious and Moral Education Press, Norwich, England 1995, ISBN 1-85175-056-8.
- Echo of Angels: The First Report of the Biblos Project. University of Exeter, Biblos Project, Exeter 1998, ISBN 0-85068-194-4.
- Black Tom: Arnold of Rugby. The Myth and the Man. Continuum, London 2002, ISBN 0-826457231.
- Indoctrination, Education and God: The Struggle for the Mind. SPCK, 2005, ISBN 0-281-05682-X.
- The Man who Never Forgot: The Story of Simon Wiesenthal. Religious and Moral Education Press, Norwich 2007, ISBN 978-1-85175-337-6.

| Personendaten    | Personendaten                                  |
| ---------------- | ---------------------------------------------- |
| NAME             | Copley, Terence                                |
| KURZBESCHREIBUNG | englischer Theologe, Hochschullehrer und Autor |
| GEBURTSDATUM     | 19. August 1946                                |
| GEBURTSORT       | Sheffield, England                             |
| STERBEDATUM      | 17. Januar 2011                                |
| STERBEORT        | Grafschaft Devon, England                      |